# Rudolf Schiedermair

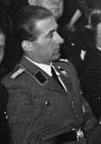
Rolf Schiedermair in Norwegen (1943)

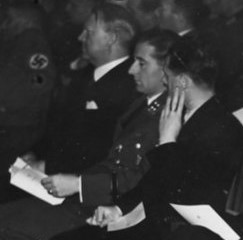
Mit Vidkun Quisling

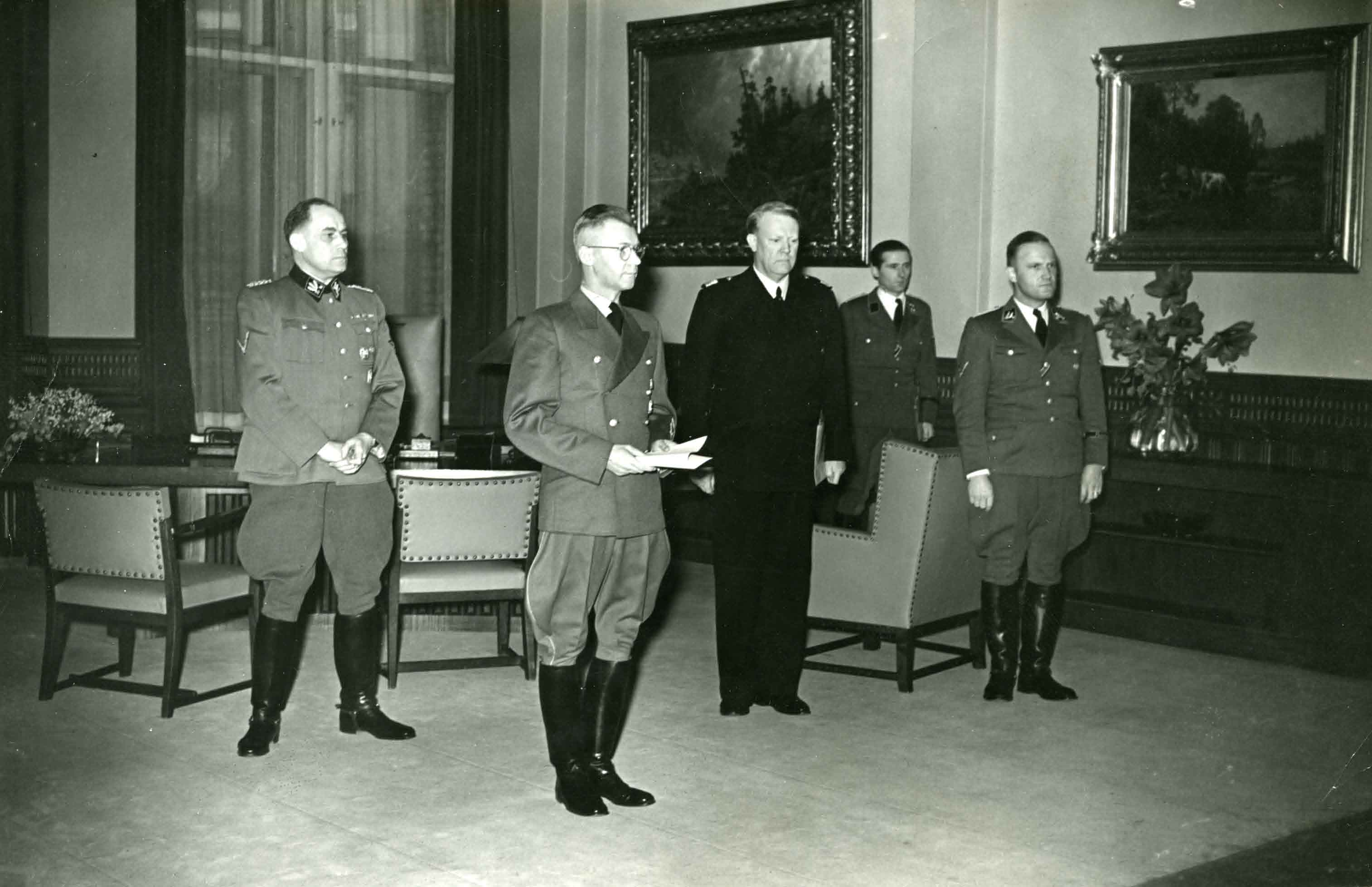
Schiedermair im Hintergrund, vorne Wilhelm Rediess, Josef Terboven, Vidkun Quisling, Paul Wegener (1942)

Rudolf Schiedermair, Vorname auch Rolf, (* 8. Mai 1909 in München; † 6. Juni 1991 in Würzburg) war ein deutscher Jurist, Richter und Experte für Verwaltungsrecht, Staatsrecht, allgemeine Staatslehre und öffentliches Recht. Während der deutschen Besetzung Norwegens von 1940 bis 1945 war er Leiter der Abteilung „Allgemeine Staatsverwaltung“ des Reichskommissariats Norwegen. Nach dem Zweiten Weltkrieg wurde er Präsident des Würzburger Verwaltungsgerichts.

## Leben
Rudolf Schiedermair war der Sohn des Oberstudiendirektors Richard Schiedermair und wuchs in München und Würzburg auf. Er legte 1928 sein Abitur am Realgymnasium Würzburg ab und absolvierte danach bis 1931 ein rechtswissenschaftliches Studium an den Universitäten München und Würzburg, das er mit der ersten juristischen Staatsprüfung beendete. Er promovierte 1933 bei Wilhelm Laforet an der Universität Würzburg mit der Dissertation Der Verein des öffentlichen Rechts in Bayern zum Dr. jur. utr. Während seines Studiums wurde er Mitglied der Akademisch-Musikalischen Verbindung Würzburg.
Nach der Machtübergabe an die Nationalsozialisten trat er 1933 der NSDAP (Mitgliedsnummer 2.677.304) und der SA bei. Nachdem er 1935 in München die zweite juristische Staatsprüfung bestanden hatte, trat er im November 1935 als Assessor zunächst in den Dienst des bayerischen Innenministeriums ein. Bereits nach sechs Wochen wechselte er als Assessor in das Reichsministerium des Innern, wurde dort im März 1936 Regierungsassessor und im November 1937 zum Regierungsrat befördert. Ihm oblag bereits seit Ende 1935 der Bereich Rassefragen und Judenpolitik in der Verfassungsabteilung des Reichsinnenministeriums. Zudem war er Leiter der Stelle „Gesetzgebung“ im Rassepolitischen Amt der NSDAP. Von der SA wechselte er 1939 zur SS und wurde beim SD-Hauptamt geführt. 1940 stieg er innerhalb dieser NS-Organisation bis zum SS-Obersturmbannführer auf.
Während des Zweiten Weltkrieges leitete er nach dem Unternehmen Weserübung im Reichskommissariat Norwegen von April 1940 bis Dezember 1943 die Abteilung „Allgemeine Staatsverwaltung“. Er war der juristische Berater des Reichskommissars Josef Terboven. Ab 1944 war er als Ministerialrat unter Wilhelm Stuckart, mit dem er auch publizierte, wieder im Reichsinnenministerium tätig. Als 1941 der Reichskommissar in Norwegen aufgrund des Milchstreiks den zivilen Ausnahmezustand ausrief, wurde er zum Beisitzer eines Standgerichtes ernannt und war an mehreren Todesurteilen beteiligt. Im Rahmen der juristischen Aufarbeitung der deutschen Kriegsverbrechen durch die norwegische Justiz wurde er im April 1949 jedoch lediglich wegen eines Zuchthausurteils gegen den Journalisten Olaf Gjerløw zu 2 Jahren und 1 Monat Zwangsarbeit verurteilt, da er gewusst habe, dass die Anklage nur auf Verdacht und Vermutungen beruhte, und daher wider besseres Wissen geurteilt habe. Einrichtung und Tätigkeit des Standgerichtes selbst beurteilte das Gericht nicht aus sich heraus schon als völkerrechtswidrig. Bereits im Oktober 1949 wurde Schiedermair wieder auf freien Fuß gesetzt und in die BRD abgeschoben.
Danach bestritt er seinen Lebensunterhalt zunächst als Anwaltsgehilfe und war ab 1951 als Oberregierungsrat für den Bereich Polizeirecht bei der Regierung in Unterfranken tätig. Seit 1953 war er Lehrbeauftragter für Verwaltungsrecht an der Universität Würzburg, und von 1958 bis zur Emeritierung 1977 Honorarprofessor. Schiedermair hat zahlreiche Bücher und andere wissenschaftliche Publikationen veröffentlicht, wobei er sich unterschiedlicher Vornamen bediente, bis 1944 als Rolf, danach als Rudolf.
1956 gelang Schiedermair der Wechsel in die Verwaltungsgerichtsbarkeit. Von 1958 bis 1963 war er Präsident des Würzburger Verwaltungsgerichts. Schließlich kam seine nationalsozialistische Vergangenheit ans Licht. Er wurde vom Amt suspendiert, trat dann aus Gesundheitsgründen in den Ruhestand und erhielt einen ehrenvollen Abschied. Er wurde 1979 mit der Ehrennadel der Deutschen Apotheker ausgezeichnet. Schiedermair war seit 1938 verheiratet, er hatte drei Kinder, der Verwaltungsjurist Werner Schiedermair ist ein Sohn.

## Publikationen (Auswahl in der Reihenfolge der Erstauflage)

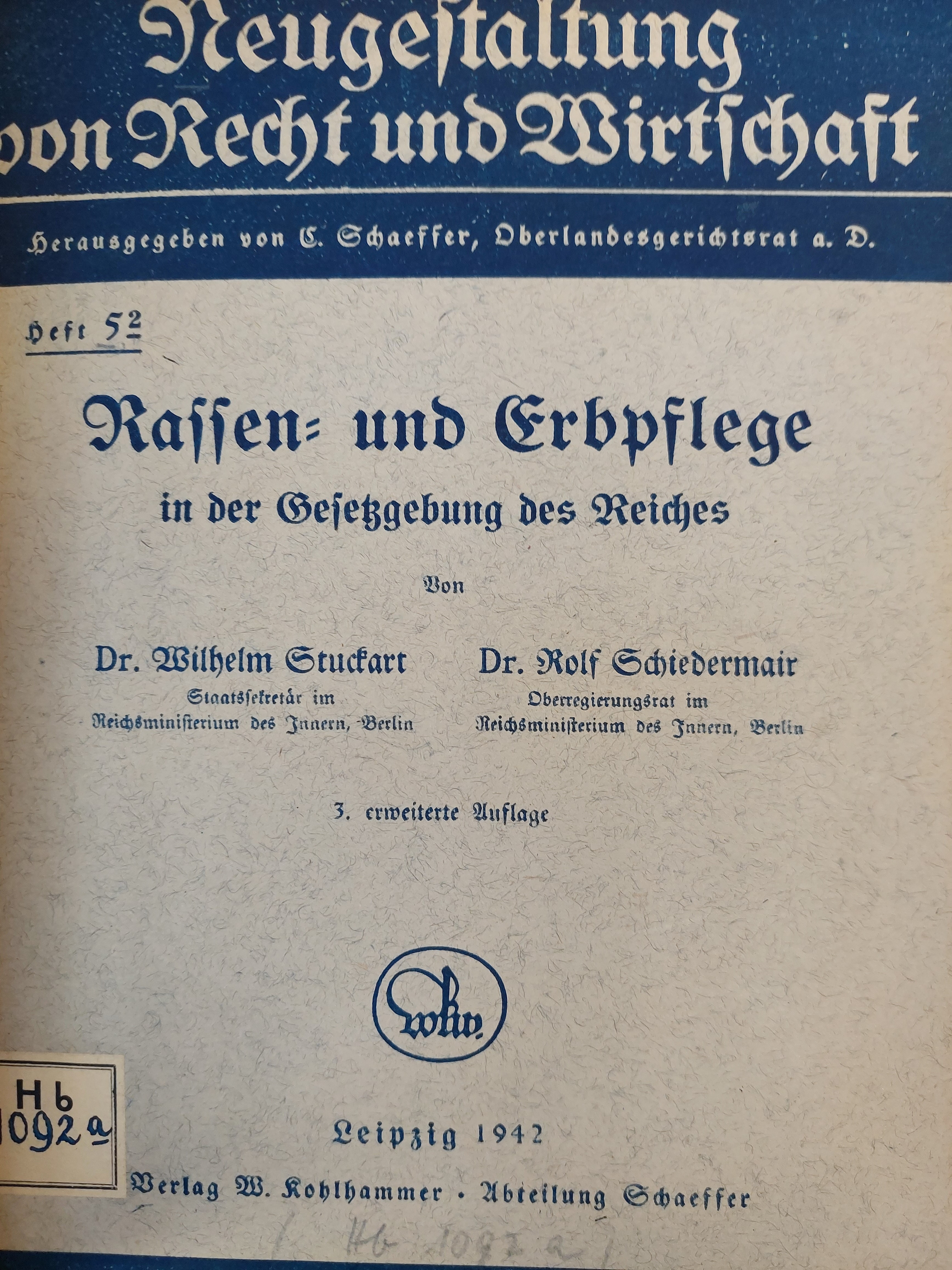
Wilhelm Stuckart, Rolf Schiedermair Rassen- und Erbpflege (1942)

- Rolf Schiedermair: Der Verein des öffentlichen Rechts in Bayern. Diss., 1933.
- Wilhelm Stuckart, Rolf Schiedermair: Rassen- und Erbpflege in der Gesetzgebung des Reiches. 2. Auflage 1938. (2. Auflage. 1939; 3. Auflage. 1942; 4. Auflage. 1943; 5. Auflage. 1944)
- Wilhelm Stuckart, Rolf Schiedermair: Neues Staatsrecht I. Der neue Staatsaufbau. Kohlhammer, Leipzig 1938. Weitere Auflagen bis zur 19. umgearb. und erg. Aufl. 1944.
- Wilhelm Stuckart, Rolf Schiedermair: Neues Staatsrecht II. Die Errichtung des Großdeutschen Reiches. Kohlhammer, Leipzig 1941. Weitere Auflagen.
- Wilhelm Stuckart, Rolf Schiedermair, Harry von Rosen-von Hoewel: Staatsrecht III. Der neue Staatsaufbau des deutschen Reiches. Kohlhammer, Leipzig 1941. Weitere Auflagen
- Rudolf Schiedermair, Hans-Günther König: Gesetz über das Landesstrafrecht und das Verordnungsrecht auf dem Gebiet der öffentlichen Sicherheit und Ordnung Landesstraf- und Verordnungsgesetz – LStVG – vom 17. November 1956. Kommentar. 1958
- Rudolf Schiedermair, Günther Blanke: Apothekengesetz, Kommentar und Materialien. Govi-Verlag, Frankfurt am Main 1960.
- Rudolf Schiedermair: Einführung in das bayerische Polizeirecht. Beck München 1961.
- Rudolf Schiedermair: Gesetzeskunde für Apotheker. Govi-Verlag, Frankfurt am Main 1964 (2013: ISBN 978-3-7741-1209-4).
- Rudolf Schiedermair: Handbuch des Ausländerrechts der Bundesrepublik Deutschland. Metzner, Frankfurt 1968. (Fortgeführt von Michael Wollenschläger 1989: ISBN 3-472-60020-9)
- Dieter Pfeil, Lothar Hempel, Rudolf Schiedermair: Betäubungsmittelrecht, Kommentar mit Textsammlung Govi-Verlag, Frankfurt am Main 1974